# Stanisław Dziadulewicz

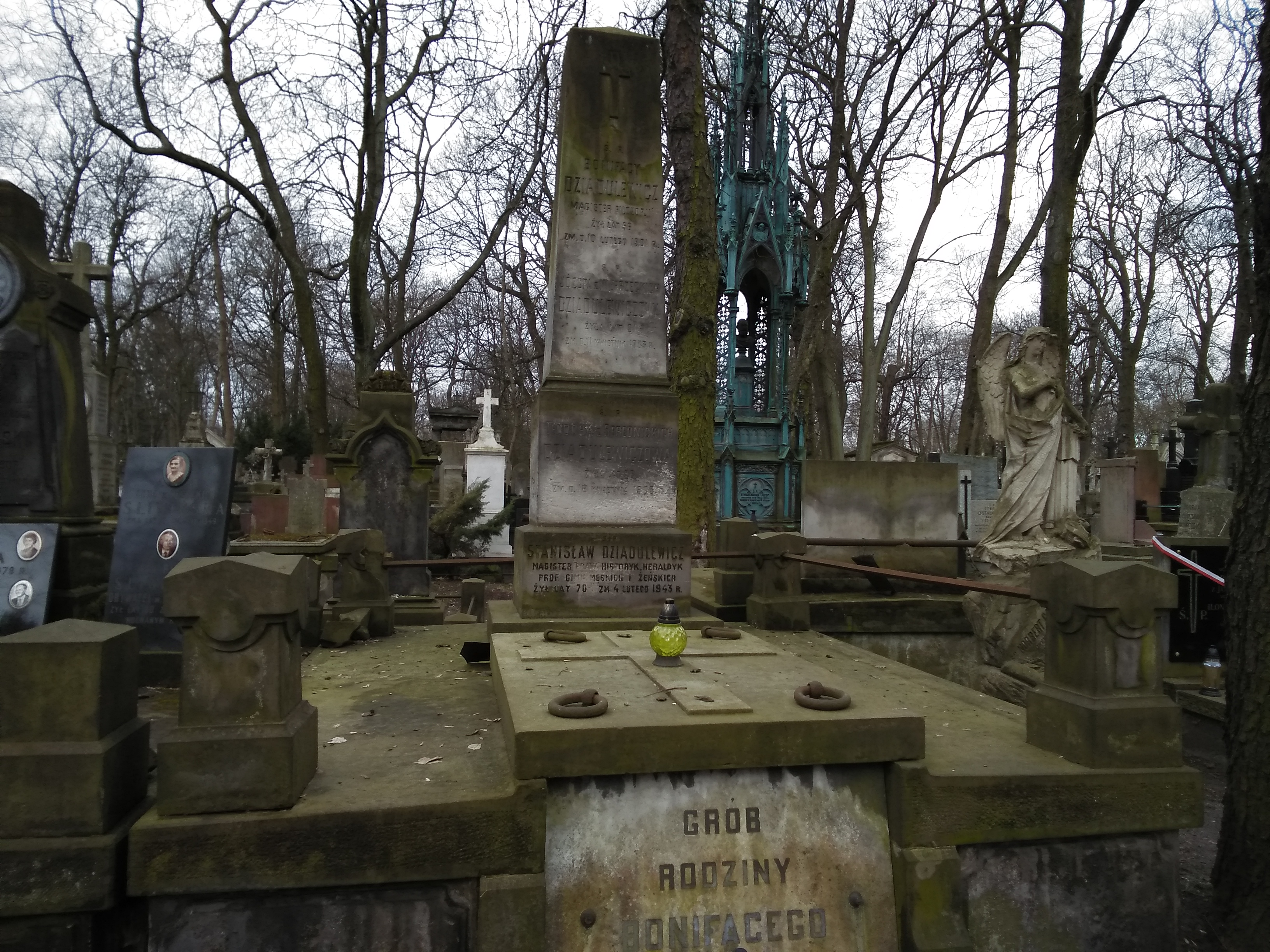
Grób rodzinny Stanisława Dziadulewicza na cmentarzu Powązkowskim

Stanisław Dziadulewicz (ur. 4 kwietnia 1872 w Warszawie, zm. 4 lutego 1943 w Józefowie) – historyk, heraldyk
Pochodził z rodziny tatarskiej h. Sokola. Był synem Bonifacego i Józefy z Nieprzeckich. Ukończył gimnazjum oraz wydział prawny Uniwersytetu w Warszawie. Nie pracował jednak w wyuczonym zawodzie. Od początku interesowały go zagadnienia historyczne. Uczył jawnie i konspiracyjnie historii w warszawskich żeńskich zakładach naukowych, a po wojnie od 1919 w gimnazjach Rocha Kowalskiego i im. ks. Józefa Poniatowskiego. Od 1897 prowadził dział heraldyczny w Wielkiej Encyklopedii Powszechnej Ilustrowanej. Przekazał swoje noty archiwalne W. Wittygowi, gdy ten pracował nad swoim dziełem Nieznana szlachta polska i jej herby. Od 1908 tj. od założenia we Lwowie Towarzystwa Heraldycznego autor ok. 50 studiów heraldycznych zamieszczonych w Miesięczniku Heraldycznym i Roczniku (organach Towarzystwa). Gdy po odzyskaniu niepodległości nastąpiło ożywienie kulturowe Tatarów w Polsce, pojawiły się ruchy mające na celu zjednoczenie Tatarów, Dziadulewicz wziął w nich żywy udział. W 1929 ukazał się w Wilnie jego Herbarz rodzin tatarskich w Polsce. W 1928 przeszedł na emeryturę, zamieszkał w swojej posiadłości w Józefowie pod Otwockiem. Dalej publikował swoje prace w Miesięczniku Heraldycznym i w Rocznikach Tatarskich. W pierwszych latach istnienia Towarzystwa Heraldycznego był członkiem korespondentem, potem członkiem czynnym, w latach 1929-31 piastował godność wiceprezesa oddziału warszawskiego, a w 1932 został członkiem honorowym. Spuścizna naukowa po Dziadulewiczu, umieszczona częściowo u syna w Warszawie, spłonęła w czasie powstania warszawskiego, resztę zniszczyło żołdactwo stacjonujące w Józefowie. Zmarł na serce, pochowany na Powązkach w grobie rodzinnym (32 Wprost rząd 5 miejsce 9 i 10).    